# Les Barils
Les Barils is een gemeente in het Franse departement Eure (regio Normandië) en telt 164 inwoners (1999). De plaats maakt deel uit van het arrondissement Évreux.

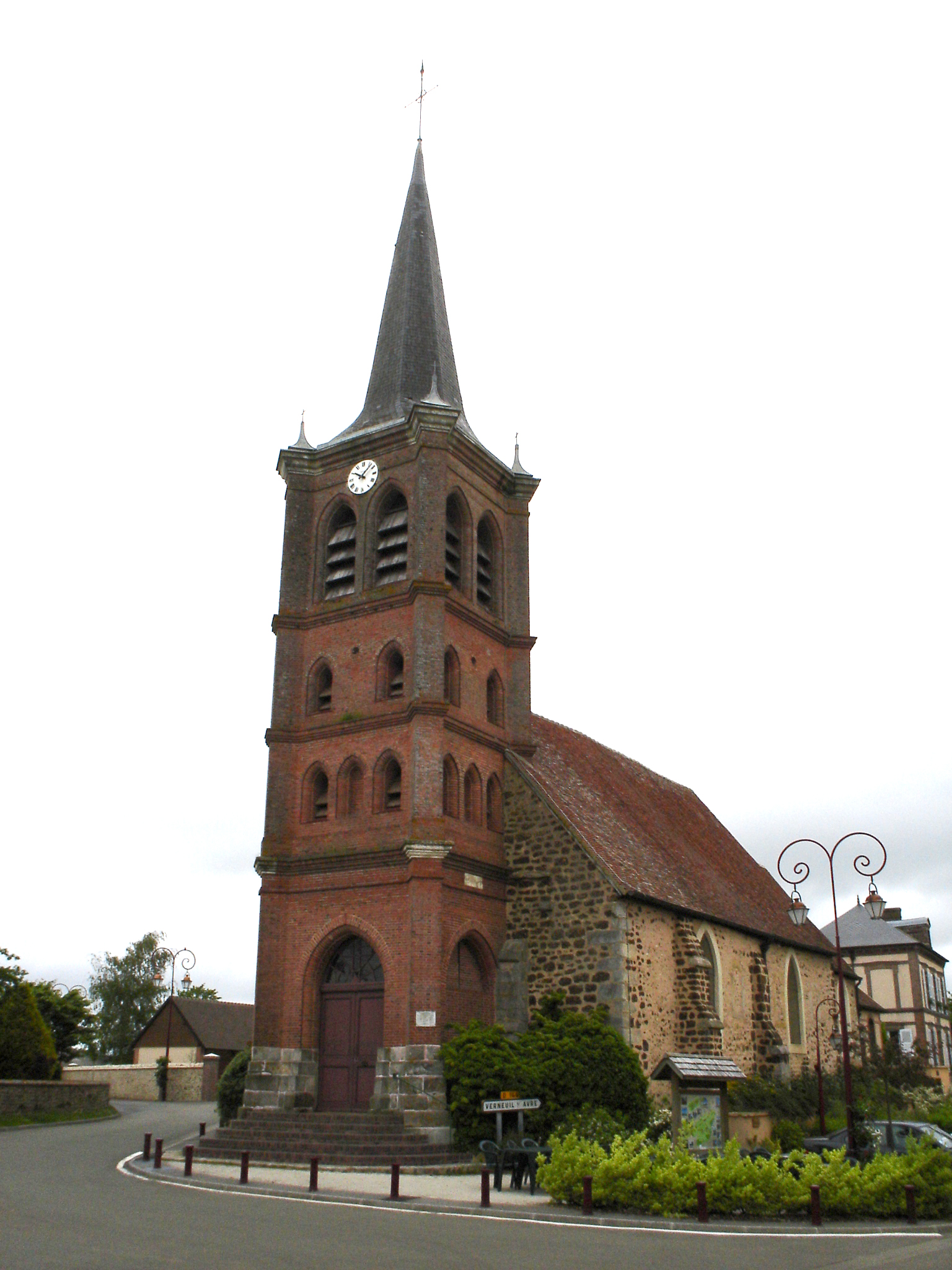
Kerk in Les Barils
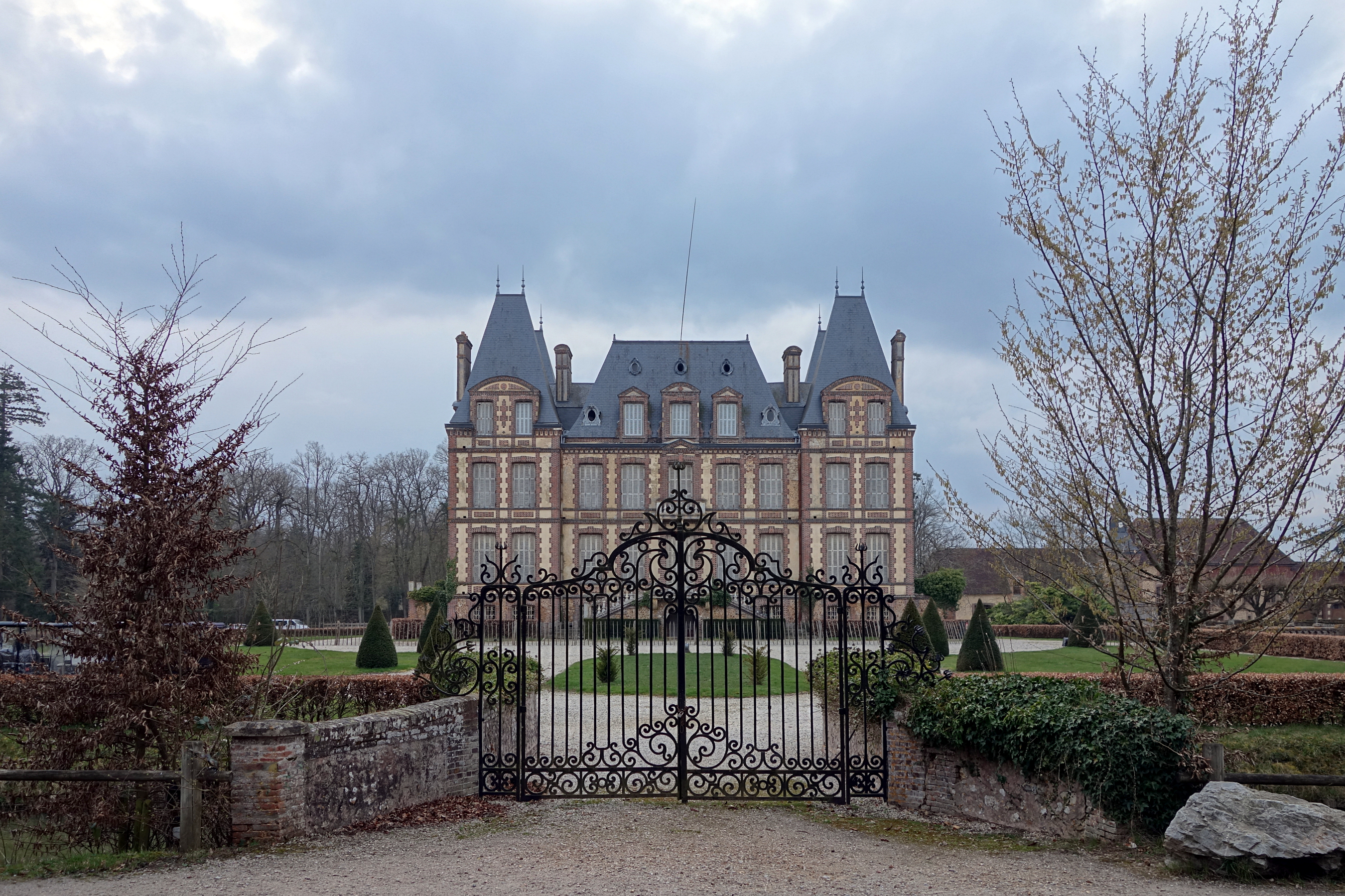
Kasteel in Les Barils

## Geografie
De oppervlakte van Les Barils bedraagt 9,4 km², de bevolkingsdichtheid is 17,4 inwoners per km².
De onderstaande kaart toont de ligging van Les Barils met de belangrijkste infrastructuur en aangrenzende gemeenten.

## Demografie
Onderstaande figuur toont het verloop van het inwonertal (bron: INSEE-tellingen).